# Tübinger Poetik-Dozentur
Die Tübinger Poetik-Dozentur, 1996 von der Stiftung Würth initiiert, wird jährlich am Deutschen Seminar der Universität Tübingen ausgerichtet und versteht sich als Forum der kulturellen Begegnung.

## Beschreibung
Studenten, Dozenten, Universitätsangehörige sowie eine breite Öffentlichkeit aus Tübingen und Umgebung haben hier die Gelegenheit, herausragende Autoren aus dem In- und Ausland kennenzulernen und mit ihnen ins Gespräch zu kommen. Sie initiiert und intensiviert damit immer wieder den inneruniversitären Dialog über die Fächergrenzen hinweg und lädt zudem zum kulturellen Austausch zwischen Universität und Stadt, Universität und Region ein. Von 1996 bis 2004 leitete Jürgen Wertheimer die Tübinger Poetik-Dozentur. Seit 2005 findet sie einmal im Jahr statt und wird von Dorothee Kimmich geleitet.
Die Vorlesungen der Tübinger Poetik-Dozentur erscheinen seit 2005 in einer Reihe, die von Dorothee Kimmich und Philipp A. Ostrowicz herausgegeben wird.

## Ablauf
Einmal im Jahr, im Allgemeinen in den Monaten November/Dezember, werden zwei Autoren eingeladen, die Vorlesungen halten sowie Lehrveranstaltungen für Studierende der Universität anbieten können. Diese Lehrveranstaltungen können, je nach Vorgabe der Dozenten, Seminare oder praktische Kurse im Sinn einer Schreibwerkstatt sein. Am Ende der Poetik-Dozentur steht ein Podiumsgespräch, zu dem weitere Autoren eingeladen werden können, die thematisch oder persönlich mit den jeweiligen Dozenten verbunden sind. Anlässlich der Tübinger Poetikdozentur wurde von 1996 bis 2019 alljährlich der Würth-Literaturpreis vergeben.

## Dozenten
- 1996: Marlene Streeruwitz, João Ubaldo Ribeiro
- 1997: Tankred Dorst, Aleksandar Tišma
- 1998: Jacques Roubaud, Yōko Tawada, Andrzej Szczypiorski
- 1999: Gerhard Köpf, Günter Grass, Aras Ören
- 2000: Anna Maria Carpi, Batya Gur, Barbara Honigmann, Zoë Jenny, Herta Müller, Yōko Tawada, Dubravka Ugrešić, Alissa Walser
- 2001: Peter Rühmkorf
- 2002: Amos Oz, Izzat Ghazzawi, Juan Goytisolo
- 2003: Susan Sontag, Adam Zagajewski, Peter Turrini
- 2004: André Heller
- 2005: Lars Gustafsson, Peter Bieri
- 2006: Terézia Mora, Péter Esterházy
- 2007: Feridun Zaimoglu, Ilija Trojanow
- 2008: Kiran Nagarkar, Christoph Peters
- 2009: Jonathan Franzen, Adam Haslett, Daniel Kehlmann
- 2010: Juli Zeh, Georg M. Oswald, Ilija Trojanow
- 2011: Brigitte Kronauer, Dieter Asmus, Otto A. Böhmer
- 2012: Christoph Ransmayr, Raoul Schrott
- 2013: Hans Magnus Enzensberger, Dirk von Petersdorff
- 2014: Priya Basil, Chika Unigwe, Nii Ayikwei Parkes, Taiye Selasi
- 2015: Clemens J. Setz, Kathrin Passig
- 2016: Siri Hustvedt, Vittorio Gallese
- 2017: Håkan Nesser, Arne Dahl, Wolfgang Schorlau, Friedrich Ani
- 2018: Uwe Timm, Frank Witzel
- 2019: Karl Ove Knausgård, Judith Schalansky
- Die für 2020 geplante Veranstaltung wurde aufgrund der Corona-Pandemie auf das Jahr 2021 verschoben.[3]
- 2021: Eva Menasse, Thomas Hettche[4]
- 2022:  Ingo Schulze, Dževad Karahasan – gemeinsam mit Alida Bremer und Naser Šečerović –
- 2023: Christian Baron, Édouard Louis
- 2024: Daniel Kehlmann, Nora Bossong, David Schalko

## Publikationen
- Karl Ove Knausgård, Judith Schalansky: Erfahrung und Erforschung. Literatur und ihre Welten: Tübinger Poetik Dozentur 2019, hg. v. Dorothee Kimmich und Philipp A. Ostrowicz, Swiridoff, Künzelsau 2020.
- Uwe Timm, Frank Witzel: Grenzüberschreitungen: Räume, Texte, Theorien: Tübinger Poetik Dozentur 2018, hg. v. Dorothee Kimmich und Philipp A. Ostrowicz, Swiridoff: Künzelsau 2019.
- Håkan Nesser, Arne Dahl, Wolfgang Schorlau, Friedrich Ani: Poetics of Crime – Die Poetik der Kriminalliteratur: Tübinger Poetik Dozentur 2017, hg. v. Dorothee Kimmich und Philipp A. Ostrowicz, Swiridoff: Künzelsau 2018.
- Siri Hustvedt, Vittorio Gallese: Fühlen – Denken – Erinnern: Schreiben zwischen Wissenschaft und Poesie: Tübinger Poetik Dozentur 2016, hg. v. Dorothee Kimmich und Philipp A. Ostrowicz, Swiridoff, Künzelsau 2017.
- Dorothee Kimmich, Philipp A. Ostrowicz: 20 Jahre Tübinger – Poetik Dozentur und Würth-Literaturpreis, Swiridoff: Künzelsau 2016.